# Имперская война
Имперская война (1311 - 1312) (нем. Reichskrieg) — война между имперскими городами Швабии и графом Вюртемберга Эберхардом I

## Ход войны
Эберхард I поддерживал чешского короля Генриха Каринтийского в их конфликте против императора Альбрехта I и его преемника Генриха VII. В 1309 году против Эберхарда были выдвинуты обвинения из-за того, что он жадно и корыстно выполнял свои обязанности Ландфогта, и поэтому Генрих VII вызвал его в хофтаг в Шпейере. Правитель преждевременно покинул Шпейер, после чего Генрих наложил на него имперскую опалу и поддержал швабские имперские города, боровшихся с графом Эберхардом из-за его агрессивной территориальной политики в регионе. Поскольку Генрих собирался в Италию, он назначил новым Reichslandvogt Конрада IV Вайнсберга командующим армией швабских имперских городов и нескольких дворян. Основными вовлеченными швабскими городами были Эслинген-ам-Неккар и Ройтлинген; среди дворян были фон Тюбинген, фон Файхинген и Гертер из Дюсслингена.
Весной 1311 г. началась имперская война, первым военным действием которого, предположительно, была осада в мае фамильного графского замка Виртемберг. После неудачной попытки помочь гарнизону 26 мая замок был захвачен 13 июля. После падения замка Хоэнасперг в августе 1312 года Эберхард бежал в один из двух бергфридов Безигхайма во владениях своего зятя — маркграфа Баден-Бадена Рудольфа Хессо.
Только смерть Генриха VII 24 августа 1313 года и политическая ситуация после избрания Людовика IV в 1314 году и объявления антикоролём Фридриха III предотвратили поражение Вюртемберга. Затем Эберхард ловко маневрировал между королем и контркоролем в течение трёх лет в 1313—1316 годах он вернул все свои земли. Заключив несколько выгодных сделок с графами и князьями, Эберхард I к концу жизни увеличил свои владения в полтора раза и передал их сыну Ульриху III.
Рейхшеер захватил или разрушил среди прочего следующие замки: Виртемберг, Гогенасперг, Хохенюнгинген, Рор, Старый Лихтенштейн, Хайдек, Хохбидек, Грайфенштайн, Унтерграйфенштайн, Дишинген под Штутгартом (о чём известно благодаря найденным монетам, замок был разрушен в начале XIV века) и Марбах-ам-Неккар.. Не были захвачены: Хоэннойффен, замок и город Хоэнурах, а также замки Хоэнвиттлинген и Зеебург.